# Christian Christiansen (fysiker)
Christian Christiansen, född 9 oktober 1843 i Lønborg på Jylland, död 28 november 1917, var en dansk fysiker.
Christiansen hade ursprungligen för avsikt att bli ingenjör, men övergick till att studera fysik och tog 1866 magisterkonferens och blev samma år amanuens under Carl Valentin Holten, var 1873-82 lärare i fysik vid sjöofficersskolan, 1876-86 docent i fysik vid Den Polytekniske læreanstalt och 1882-86 dessutom vid Landbohøjskolen samt var 1886-1912 professor i fysik vid Köpenhamns universitet. År 1898 blev han ledamot av Fysiografiska sällskapet i Lund, 1899 av Vetenskapssocieteten i Uppsala och 1902 av svenska Vetenskapsakademien. 
Christiansen har utfört synnerligen viktiga undersökningar inom fysikens flesta områden. Mest känd är hans viktiga upptäckt av den anomala dispersionen (1871). Tillsammans med Haldor Topsøe utförde han vidlyftiga kristallografisk-optiska undersökningar (1873). Han utförde även magnetiska undersökningar (1876), försök över värmeledningsförmågan (1881), mätning av värmes utstrålning och absorption (1883), metod att mäta brytningsindex hos färgade vätskor (1883), undersökningar angående ljusets gång genom vätskor med däri uppslammade pulver (1884), undersökningar angående gasers skiljande genom diffusion (1890) och metod att mäta potentialskillnaden mellan två kroppar (1893-94). Han lämnade 1895 viktiga experimentella bidrag till frågan om den elektromotoriska kraftens ursprung, vilken fråga han även berörde i sina senare arbeten.
Christiansen författade även läroböcker, Indledning til den mathematiske fysik (två band, 1887-89, även utgiven i en engelsk och två tyska upplagor) och Lærebog i fysik (två band, 1892-94; andra upplagan. 1903).

## Utmärkelser
- Dannebrogsmännens hederstecken,  1894[4]
- Kommendör av första graden av Dannebrogorden,  1912[4]

[Redigera Wikidata]